# Höfen (Tyrol)
Höfen – gmina w Austrii, w kraju związkowym Tyrol, w powiecie Reutte. Według danych Austriackiego Urzędu Statystycznego liczyła 1219 mieszkańców (1 stycznia 2015).